# Commande (patron de conception)
En génie logiciel, commande est un patron de conception (design pattern) de type comportemental qui encapsule la notion d'invocation. Il permet de séparer complètement le code initiateur de l'action, du code de l'action elle-même. Ce patron de conception est souvent utilisé dans les interfaces graphiques où, par exemple, un élément de menu peut être connecté à différentes Commandes de façon que l'objet d'élément de menu n'ait pas besoin de connaître les détails de l'action effectuée par la commande.
À utiliser lorsqu'il y a prolifération de méthodes similaires, et que le code de l'interface devient difficile à maintenir.
Symptômes :
- Les objets possèdent trop de méthodes publiques à l'usage d'autres objets.
- L'interface est inexploitable et on la modifie tout le temps.
- Les noms des méthodes deviennent de longues périphrases.

Un objet commande sert à communiquer une action à effectuer, ainsi que les arguments requis. L'objet est envoyé à une seule méthode dans une classe, qui traite les commandes du type requis. L'objet est libre d'implémenter le traitement de la commande par un switch, ou un appel à d'autres méthodes (notamment des méthodes surchargées dans les sous-classes). Cela permet d'apporter des modifications aux commandes définies simplement dans la définition de la commande, et non dans chaque classe qui utilise la commande.

## Diagramme de classes
Le patron de conception commande peut être représenté par le diagramme de classes UML suivant :

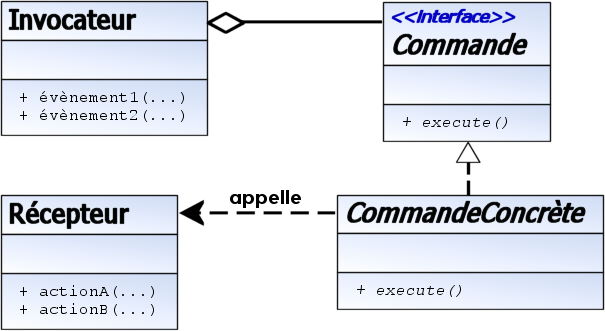
Diagramme de classes UML du patron de conception Commande

## Exemple

### C#
```
using
 
System
;

using
 
System.Collections.Generic
;

namespace
 
CommandPattern

{

    
public
 
interface
 
ICommand

    
{

        
void
 
Execute
();

    
}

    
/* The Invoker class */

    
public
 
class
 
Switch

    
{

        
private
 
List
<
ICommand
>
 
_commands
 
=
 
new
 
List
<
ICommand
>
();

        
public
 
void
 
StoreAndExecute
(
ICommand
 
command
)

        
{

            
_commands
.
Add
(
command
);

            
command
.
Execute
();

        
}

    
}

    
/* The Receiver class */

    
public
 
class
 
Light

    
{

        
public
 
void
 
TurnOn
()

        
{

            
Console
.
WriteLine
(
"The light is on"
);

        
}

        
public
 
void
 
TurnOff
()

        
{

            
Console
.
WriteLine
(
"The light is off"
);

        
}

    
}

    
/* The Command for turning on the light - ConcreteCommand #1 */

    
public
 
class
 
FlipUpCommand
 
:
 
ICommand

    
{

        
private
 
Light
 
_light
;

        
public
 
FlipUpCommand
(
Light
 
light
)

        
{

            
_light
 
=
 
light
;

        
}

        
public
 
void
 
Execute
()

        
{

            
_light
.
TurnOn
();

        
}

    
}

    
/* The Command for turning off the light - ConcreteCommand #2 */

    
public
 
class
 
FlipDownCommand
 
:
 
ICommand

    
{

        
private
 
Light
 
_light
;

        
public
 
FlipDownCommand
(
Light
 
light
)

        
{

            
_light
 
=
 
light
;

        
}

        
public
 
void
 
Execute
()

        
{

            
_light
.
TurnOff
();

        
}

    
}

    
/* The test class or client */

    
internal
 
class
 
Program

    
{

        
public
 
static
 
void
 
Main
(
string
[]
 
args
)

        
{

            
Light
 
lamp
 
=
 
new
 
Light
();

            
ICommand
 
switchUp
 
=
 
new
 
FlipUpCommand
(
lamp
);

            
ICommand
 
switchDown
 
=
 
new
 
FlipDownCommand
(
lamp
);

            
Switch
 
s
 
=
 
new
 
Switch
();

            
string
 
arg
 
=
 
args
.
Length
 
>
 
0
 
?
 
args
[
0
].
ToUpper
()
 
:
 
null
;

            
switch
(
arg
)

            
{

                
case
 
"ON"
:

                    
s
.
StoreAndExecute
(
switchUp
);

                    
break
;

                
case
 
"OFF"
:

                    
s
.
StoreAndExecute
(
switchDown
);

                    
break
;

                
default
:

                    
Console
.
WriteLine
(
"Argument \"ON\" or \"OFF\" is required."
);

                    
break
;

            
}

        
}

    
}

}

```

### Java
```
import
 
java.util.List
;

import
 
java.util.ArrayList
;

import
 
java.util.HashMap
;

/*the Command interface*/

public
 
interface
 
Command
 
{

   
void
 
execute
();

}

/*the Invoker class*/

public
 
class
 
SwitchManager
 
{

   
private
 
final
 
HashMap
<
String
,
 
Command
>
 
commandMap
 
=
 
new
 
HashMap
<>
();

   
private
 
List
<
Command
>
 
history
 
=
 
new
 
ArrayList
<
Command
>
();

   

   
public
 
void
 
register
(
String
 
commandName
,
 
Command
 
command
)
 
{

        
commandMap
.
put
(
commandName
,
 
command
);

   
}

   

   
public
 
void
 
execute
(
String
 
cmdName
)
 
{

      
Command
 
command
 
=
 
commandMap
.
get
(
cmdName
);

      
if
 
(
command
 
==
 
null
)
 
{

            
throw
 
new
 
IllegalStateException
(
"no command registered for "
 
+
 
cmdName
);

      
}

      
this
.
history
.
add
(
command
);
 
// optional 

      
command
.
execute
();
        

   
}

}

/*the Receiver class*/

public
 
class
 
Light
 
{

   
public
 
void
 
turnOn
()
 
{

      
System
.
out
.
println
(
"The light is on"
);

   
}

   
public
 
void
 
turnOff
()
 
{

      
System
.
out
.
println
(
"The light is off"
);

   
}

}

/*the Command for turning on the light - ConcreteCommand #1*/

public
 
class
 
FlipUpCommand
 
implements
 
Command
 
{

   
private
 
Light
 
light
;

   
public
 
FlipUpCommand
(
Light
 
light
)
 
{

      
this
.
light
 
=
 
light
;

   
}

   

   
@Override
 
// Command

   
public
 
void
 
execute
(){

      
this
.
light
.
turnOn
();

   
}

}

/*the Command for turning off the light - ConcreteCommand #2*/

public
 
class
 
FlipDownCommand
 
implements
 
Command
 
{

   
private
 
Light
 
light
;

   
public
 
FlipDownCommand
(
Light
 
light
)
 
{

      
this
.
light
 
=
 
light
;

   
}

   

   
@Override
 
// Command

   
public
 
void
 
execute
()
 
{

      
this
.
light
.
turnOff
();

   
}

}

/*The test class or client*/

public
 
class
 
PressSwitchDemo
 
{

   
public
 
static
 
void
 
main
(
String
[]
 
args
){

       
Light
 
lamp
 
=
 
new
 
Light
();

       
Command
 
switchOn
 
=
 
new
 
FlipUpCommand
(
lamp
);

       
Command
 
switchOff
 
=
 
new
 
FlipDownCommand
(
lamp
);

       
SwitchManager
 
mySwitchManager
 
=
 
new
 
SwitchManager
();

       
mySwitchManager
.
register
(
"on"
,
 
switchOn
);

       
mySwitchManager
.
register
(
"off"
,
 
switchOff
);

       
mySwitchManager
.
execute
(
"on"
);

       
mySwitchManager
.
execute
(
"off"
);

   
}

}

```

### Java 8
Utilisant les lambda expression et une interface fonctionnelle.
```
import
 
java.util.HashMap
;

/**

 * The Command functional interface.<br/>

 */

@FunctionalInterface

public
 
interface
 
Command
 
{

	
public
 
void
 
apply
();

}

/**

 * The CommandFactory class.<br/>

 */

public
 
class
 
CommandFactory
 
{

    
private
 
static
 
CommandFactory
 
instance
;
 
//Singleton

	
private
 
final
 
HashMap
<
String
,
 
Command
>
	
commands
;

	

	
private
 
CommandFactory
()
 
{

		
this
.
commands
 
=
 
new
 
HashMap
<>
();

	
}

	
public
 
void
 
addCommand
(
String
 
name
,
 
Command
 
command
)
 
{

		
this
.
commands
.
put
(
name
,
 
command
);

	
}

	

	
public
 
void
 
executeCommand
(
String
 
name
)
 
{

		
if
 
(
 
this
.
commands
.
containsKey
(
name
)
 
)
 
{

			
this
.
commands
.
get
(
name
).
apply
();

		
}

	
}

	
public
 
void
 
listCommands
()
 
{

		
// using stream (Java 8)

		
System
.
out
.
println
(
"Commands enabled :"
);

		
this
.
commands
.
keySet
().
stream
().
forEach
(
System
.
out
::
println
);

	
}

	

	
/* Singleton pattern */

    
public
 
static
 
CommandFactory
 
getInstance
()
 
{

        
if
 
(
instance
 
==
 
null
)
 
{

            
instance
 
=
 
new
 
CommandFactory
();

        
}

        
return
 
instance
;

    
}

	

	
/* Factory pattern */

	
public
 
void
 
create
()
 
{

		
// commands are added here using lambda. It also possible to dynamically add commands without editing code.

		
addCommand
(
"Light on"
,
 
()
 
->
 
System
.
out
.
println
(
"Light turned on"
));

		
addCommand
(
"Light off"
,
 
()
 
->
 
System
.
out
.
println
(
"Light turned off"
));

	
}

}

/**

 * Main/test/client class.

 */

public
 
class
 
Main
 
{

	
public
 
static
 
void
 
main
(
String
[]
 
args
)
 
{

		
CommandFactory
 
cf
 
=
 
CommandFactory
.
getInstance
();

		
cf
.
create
();

		
cf
.
executeCommand
(
"Light on"
);

		
cf
.
listCommands
();

	
}

}

```

### Perl
```
  
# exemple de style "switch" :

 

  
sub
 
doCommand
 
{

    
my
 
$me
 
=
 
shift
;

    
my
 
$cmd
 
=
 
shift
;
 
$cmd
->
isa
(
'BleahCommand'
)
 
or
 
die
;

    
my
 
$instr
 
=
 
$cmd
->
getInstructionCode
();

    
if
(
$instr
 
eq
 
'PUT'
)
 
{

      
# PUT logic here

    
}
 
elsif
(
$instr
 
eq
 
'GET'
)
 
{

      
# GET logic here

    
}

    
# etc

  
}

 

  
# exemple de style "appel de méthode" :

  

  
sub
 
doCommand
 
{

    
my
 
$me
 
=
 
shift
;

    
my
 
$cmd
 
=
 
shift
;
 
$cmd
->
isa
(
'BleahCommand'
)
 
or
 
die
;

    
my
 
$instr
 
=
 
$cmd
->
getInstructionCode
();

    
my
 
$func
 
=
 
"process_"
 
.
 
$instr
;

    
return
 
undef
 
unless
 
defined
 
&
$func
;

    
return
 
$func
->
(
$cmd
,
 
@_
);

  
}

 

  
# exemple de style "sous-classe".

  
# on suppose que %commandHandlers contient une liste de pointeurs d'objets.

 

  
sub
 
doCommand
 
{

    
my
 
$me
 
=
 
shift
;

    
my
 
$cmd
 
=
 
shift
;
 
$cmd
->
isa
(
'BleahCommand'
)
 
or
 
die
;

    
my
 
$insr
 
=
 
$cmd
->
getInstructionCode
();

    
my
 
$objectRef
 
=
 
$commandHandlers
{
$instr
};

    
return
 
$objectRef
 
?
 
$objectRef
->
handleCommand
(
$cmd
,
 
@_
)
 
:
 
undef
;

  
}

```

Comme Perl dispose d'un AUTOLOAD, le principe pourrait être émulé. Si un package voulait effectuer un ensemble de commandes arbitrairement grand, il pourrait recenser toutes les méthodes undefined grâce à AUTOLOAD, puis tenter de les répartir (ce qui suppose que %commandHandlers contient une table de référence, dont les clés sont les noms des méthodes) :
```
  
sub
 
AUTOLOAD
 
{

    
my
 
$me
 
=
 
shift
;

    
(
my
 
$methodName
)
 
=
 
$AUTOLOAD
 
m/.*::(\w+)$/
;

    
return
 
if
 
$methodName
 
eq
 
'DESTROY'
;

    
my
 
$objectRef
 
=
 
$commandHandlers
{
$methodName
};

    
return
 
$objectRef
 
?
 
$objectRef
->
handleCommand
(
$methodName
,
 
@_
)
 
:
 
undef
;

  
}

```

Cela convertit les appels aux différentes méthodes dans l'objet courant, en appels à une méthode handleCommand dans différents objets. Cet exemple utilise Perl pour adapter un patron de conception à base d'objets Commandes, dans une interface qui en est dépourvue.

### PHP
```
abstract
 
class
 
Command

{

    
abstract
 
function
 
execute
();

}

class
 
Executor

{

    
private
 
array
 
$history
 
=
 
[];

    
public
 
function
 
saveAndExecute
(
Command
 
$cmd
)

    
{

        
$this
->
history
[]
 
=
 
$cmd
;
 
// optional

        
$cmd
->
execute
();

    
}

}

class
 
Light

{

    
public
 
function
 
turnOn
()

    
{

        
writeLine
(
'Light is on.'
);

    
}

    
public
 
function
 
turnOff
()

    
{

        
writeLine
(
'Light is off.'
);

    
}

}

class
 
CommandOn
 
extends
 
Command

{

    
public
 
function
 
__construct
(
private
 
readonly
 
Light
 
$light
)

    
{

    
}

    
public
 
function
 
execute
()

    
{

        
$this
->
light
->
turnOn
();

    
}

}

class
 
CommandOff
 
extends
 
Command

{

    
public
 
function
 
__construct
(
private
 
readonly
 
Light
 
$light
)

    
{

    
}

    
public
 
function
 
execute
()

    
{

        
$this
->
light
->
turnOff
();

    
}

}

function
 
Client
(
$commandString
)

{

    
$lamp
 
=
 
new
 
Light
();

    
$cmdOn
 
=
 
new
 
CommandOn
(
$lamp
);

    
$cmdOff
 
=
 
new
 
CommandOff
(
$lamp
);

    
$executor
 
=
 
new
 
Executor
();

    
switch
 
(
$commandString
)
 
{

        
case
 
'ON'
:

            
$executor
->
saveAndExecute
(
$cmdOn
);

            
break
;

        
case
 
'OFF'
:

            
$executor
->
saveAndExecute
(
$cmdOff
);

            
break
;

        
default
:

            
writeLine
(
'Please ask for "ON" or "OFF" only.'
);

    
}

}

function
 
writeLine
(
$text
)
 
{

    
print
 
$text
.
'<br/>'
;

}

Client
(
'ON'
);

Client
(
'OFF'
);

```

Cela affiche :
```
Light is on.
Light is off.
```